# أحمد رزيف عبد الرحمن
داتو سيري أحمد رزيف بن عبد الرحمن (من مواليد 7 نوفمبر 1965) كان هو هو الرئيس الرابع عشر (رئيس الوزراء) في ولاية تيرينغانو الماليزية من عام 2014 إلى مايو 2018. وهو عضو في اتحاد الماليزيين الوطني منظمة في الائتلاف الحاكم باريسان ناسيونال.
في عام 2008، تم انتخابه لعضوية الجمعية التشريعية لولاية تيرينجانو لمقعد سيبرانج تاكير، وهزم مرشح حزب العدالة الشعبية (PKR). وعينه أحمد سعيد رئيس الوزراء القادم في المجلس التنفيذي للدولة - على غرار مجلس الوزراء - مع مسؤولية التعليم والتعليم العالي والعلوم والتكنولوجيا والموارد البشرية.
احتفظ أحمد رزيف بمقعده في انتخابات 2013 .  ومع ذلك، فقد فقدت حكومة ولاية باريزان ناسيونال أغلبيتها في البرلمان تقريبًا، وتمسكت بالسلطة بأغلبية ضئيلة تتراوح بين 17 و 15 عامًا. رداً على ذلك، ضغط الزعيم الوطني للتحالف ورئيس الوزراء نجيب رزاق علي أحمد سعيد للاستقالة في غضون عام.  في مايو 2014، استقال أحمد سعيد وتم تعيين أحمد رزيف بديلاً له. أدى اليمين الدستورية من قبل ميزان زين العابدين، سلطان تيرينجانو، في 13 مايو.
كانت مهمة أحمد رفيف كرئيس للوزراء هي التغلب على أزمة سياسية عندما استقال أحمد سعيد واثنان آخران من أعضاء الجمعية الوطنية من أجل الحركة الوطنية من أجل الحركة الوطنية من أجل الديمقراطية بعد تعيينه مباشرة، مما قد يؤدي بإغراق حكومته في وضع الأقلية. صرح أحمد سعيد بأنه غير راضٍ لأنه لم يُسمح له بالبقاء كرئيس للوزراء إلا بعد زفاف ابنته في مايو 2014. وعاد أعضاء البرلمان الثلاثة إلى الحزب في غضون أيام، بعد تدخل نجيب وغيره من كبار قادة باريسان ناسونال.  في 22 أبريل 2016، ألغى السلطان لقب «داتوك سيري».  في 9 ديسمبر 2016، وافق السلطان على إعادة لقب «داتوك سيري» إليه.